# Nana Visitorová
Nana Visitorová, nepřechýleně Nana Visitor a vlastním jménem Nana Tucker (* 26. července 1957 New York, New York), je americká herečka.

## Život
Narodila se jako Nana Tucker, dcera učitelky baletu Nenette Charisseové a choreografa Roberta Tuckera. Je neteří herečky a tanečnice Cyd Charisseové. Svoji hereckou kariéru začala v 70. letech 20. století na Broadwayi. Od roku 1976 byla obsazovaná do menších rolí v sitcomu Ivan the Terrible a mýdlových operách Ryan's Hope, The Doctors a One Life to Live. Svůj filmový debut si odbyla snímkem Sentinel z roku 1977 pod jménem Tuckerová, které si na začátku 80. let změnila na umělecké jméno Visitorová (z matčiny rodiny). V průběhu 80. let měla epizodní role např. v seriálech MacGyver, Knight Rider, To je vražda, napsala nebo Matlock, větší roli získala v sitcomu Working Girl. V letech 1993–1999 vytvořila postavu majora a později plukovníka Kiry Nerys ve sci-fi seriálu Star Trek: Stanice Deep Space Nine. V prvním desetiletí 21. století měla větší role v seriálech Černý anděl a Wildfire a animovaném seriálu Griffinovi.
Z prvního manželství s Nickem Miscusim má syna Bustera (narozen 1992). V letech 1997–2001 byla vdaná za hereckého kolegu ze Star Treku Alexandera Siddiga. Jejich syn Django El Tahir El Siddig se narodil v roce 1996, přičemž těhotenství bylo přímo zakomponováno do děje Stanice Deep Space Nine. Od roku 2003 jejím manželem Mathew Rimmer.